# 최준영 (축구 선수)
최준영(2005년 7월 16일 ~ )은 대한민국의 축구 선수이다. 현재 K리그1의 FC 서울에서 활동하고 있다. 

## 기타
배우 강동원의 오촌 조카이다.